# Pello Zubiria
Pedro Pello Zubiria Camino (Aguinaga (Usúrbil), Guipúzcoa, 1958) es un periodista español conocido especialmente en el ámbito de la cultura vasca. Ha sido director de dos de las principales publicaciones escritas íntegramente en lengua vasca, el diario Euskaldunon Egunkaria, del que fue su primer presidente y del semanario Argia. Actualmente es director adjunto y trabaja en este medio de comunicación.

## Biografía
Pello Zubiria nació en el barrio de Aguinaga de Usúrbil. Se introdujo en el mundo del periodismo en 1979 como crítico musical de la revista Zeruko Argia, escrita en lengua vasca. En 1981, tras volver del servicio militar, comenzó a trabajar en el semanario Argia. Trabajó principalmente en la sección de política. Fue uno de los responsables de la transformación de Zeruko Argia en la moderna revista Argia. Fue también fundador y director de la revista de pensamiento Larrun.
Fue nombrado en 1990 primer director del diario Euskaldunon Egunkaria, cuando este diario, realizado íntegramente en euskera, fue creado. Tras un año al frente de Egunkaria retornó a Argia. En 1994 fue nombrado director de la revista Argia al frente de la cual permaneció hasta 2002, cuando se vio obligado a dejar el puesto por su delicado estado de salud. En paralelo ha sido también durante muchos años miembro del Consejo Asesor del Euskera del País Vasco.
Zubiria padece una enfermedad crónica, un tipo de reumatismo conocido como Espondilitis anquilosante que le obligó en 2002 a dejar su cargo de director de Argia (pasó a ser director adjunto) tras una prolongada baja.

### Caso Egunkaria
Zubiria fue detenido el 20 de febrero de 2003 en la operación policial abierta contra el periódico Euskaldunon Egunkaria. Unos días más tarde, el 23 de febrero, mientras se encontraba incomunicado en dependencias policiales, tuvo que ser hospitalizado. Desde medios oficiales se habló de un intento de suicidio por parte de Zubiria, mientras que el afectado negó este hecho y habló de que sufrió desorientación durante su detención y que no recordaba bien lo que le había pasado durante ese periodo. Desde diversos medios se denunció el trato recibido por Zubiria, enfermo crónico, durante su detención. Pasó cerca de un mes en prisión y salió de la cárcel el 17 de marzo con libertad bajo fianza. Zubiria fue acusado junto con otros directivos y exdirectivos de Egunkaria de haber creado el diario siguiendo las órdenes y directrices de ETA y por tanto de colaboración con banda armada.
En junio de 2009, seis años después de su detención, su causa fue sobreseída al admitir el juez instructor del caso que el supuesto delito habría prescrito ya, teniendo en cuenta que la vinculación de Zubiria con el periódico había terminado en 1991. Sus compañeros enjuiciados serían absueltos en 2010 de los cargos presentados.

### En la actualidad
Tras el trance pasado por su detención y tras haber mejorado de su dolencia crónica, Zubiria retornó a su trabajo en el semanario Argia, donde actualmente es articulista de la sección Net Hurbil de este semanario, dedicándose especialmente a temas internacionales.
Mantiene asimismo varios blogs, uno de artículos generales y desde 2005 un blog sobre apiterapia y apicultura, escritos en lengua vasca; y otro blog sobre la dolencia que padece, tanto en castellano como en euskera.